# Ilhas do Instituto Ártico

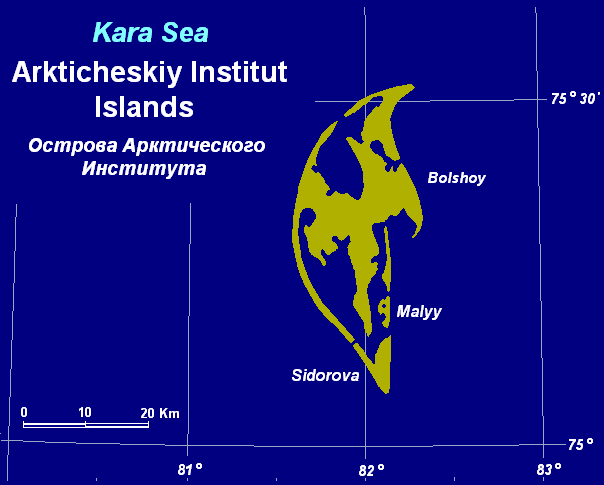
Mapa das ilhas

As ilhas do Instituto Ártico (em russo:  Острова Арктического института, Ostrova Arkticheskogo Instituta) formam um compacto arquipélago de estreitas ilhas coberto com vegetação do tipo tundra. As ilhas estão situadas no mar de Kara, a 173 km a norte da costa da Sibéria e a apenas 45 km a sul das ilhas mais próximas do grupo, as ilhas Izvesti Tsik. O arquipélago pertence ao krai de Krasnoiarsk, divisão administrativa da Federação da Rússia e faz parte da Grande Reserva Natural do Ártico, a reserva natural russa de maior extensão, e é desabitado.
A distância entre os extremos norte e sul do arquipélago é de 49,5 km e a largura máxima é de 21 km de este a oeste. A ilha principal é Bolshoy (Grande). O mar mar que rodeia as ilhas do Instituto Ártico está coberto de gelo no inverno e o clima é severo. Há numerosos aicebergues - mesmo no verão. 
As ilhas do Instituto Ártico foram assim chamadas em homenagem ao Instituto Ártico da União Soviética. A ilha mais a sul, a ilha Sidorova tem o nome do proprietário de uma mina de ouro da Sibéria, Mikhail K. Sidorov (1823-87), que desenvolveu uma proposta par ao comércio ao longo da rota marítima do Norte.